# SAKURA (이키모노가카리의 노래)
〈SAKURA〉(일본어: さくら 사쿠라[*])는 이키모노가카리의 메이저 데뷔 싱글이다. 2006년 3월 15일에 에픽 레코드 재팬에서 발매됐다.

## 개요
이번 발매에 맞춰서 그 지역의 아쓰기시나 에비나시의 특정 CD 샵에서는, CD 구입 특전으로 판촉용 스탬프가 부속되어서 오거나, 구입자 대상으로 “이키모노가카리의 응원증”으로 칭하는 특제 회원증 같은 것이 배포됐다.
데뷔작이면서 오리콘 차트에서는 31주 동안 체크인하는 롱셀러가 되며, 이키모노가카리의 싱글로는 〈고마워〉〈YELL/조이풀〉에 이어서 차트인 수가 많은 작품이다.

## 수록곡
1. SAKURA（5:51）
  - 작사·작곡: 미즈노 요시키, 편곡: 시마다 마사노리

NTT “DENPO115” NTT동일본 지역 CM 송。
가사에 등장하는 “대교(大橋)”는 사가미강에 놓인 사가미 대교(가나가와 현 도40호선, 43호선, 51호선)를 가리키며, 같이 가사에 등장하는 “오다와라 선(小田急線)”의 아쓰기역-혼아쓰기 역 사이와 나란히 달리는 형으로 사가미강을 횡단하고 있다.
PV는 오다큐 오다와라 선 도미즈 역 동쪽 입구에서 촬영되고 있으며, 탤런트인 카토 리에가 출연하고 있는 것 외에 PV에는 발매와 동시기(2006년 3월 17일)에 은퇴한 오다큐 9000형 전차의 일부도 찍혀있다[1]. 메이저 1번째 음반 《벚꽃 피는 거리 이야기》 발매시에는 새로운 PV 〈SAKURA (2007version)〉가 제작된 것 외에 동일 음반에서는 보너스 트랙으로 어쿠스틱 버전이 수록되어있다.
“졸업”을 테마로 한 곡인 것과, 가사의 내용에서 벚꽃 노래나 졸업 노래로도 널리 알려져있지만, 졸업 노래에 관해서는 최근에는 후에 발매된 〈YELL〉〈고마워〉〈걸어서 가자〉 등도 맡아지게 되고 있다.
베스트 음반 《이키모노바카리(멤버즈 베스트 셀렉션)》의 발매일인 2010년 11월 3일에 오다큐 오다와라 선 에비나역에서 접근 멜로디로 사용되고 있다[2][3].
2. 핫 밀크(일본어: ホットミルク) (4:57)
  - 작사: 야마시타 호타카, 미즈노 요시키, 작곡: 야마시타 호타카, 편곡: 카메다 세이지

커플링곡이지만 라이브에서 연주되는 횟수가 많은 인기곡이다.
이키모노가카리로는 적은 멤버끼리 같이 만든노래로, 편곡은 동경 사변(당시)의 베이시스트인 카메다 세이지가 담당하고 있다.
덧붙여서 미즈노는 “이키모노가카리에서는 핫밀크라는 곡이 있는데, 실은 핫밀크는 질색”이라고 말하고 있다[4].
3. 졸업사진(일본어: 卒業写真) (4:01)
  - 작사·작곡: 아라이 유미, 편곡: 에구치 료

졸업 노래의 단골인 아라이 유미의 노래 〈졸업사진〉의 커버.
2009년 발매의 컴필레이션 음반 《Shout at YUMING ROCKS》에서도 수록됐다.
4. SAKURA (instrumental)

## 커버
- 카노 카오리(2008년 2월 27일 발매의 옴니버스 음반 《Sakura Bossa: The Greatest Sakura Hits In Bossa Style》)
- 세네루(2011년 7월 20일 발매인 커버 음반 《Love Songs》에 자신이 영어가사로 번역한 영어 가사 버전이 수록되어있다).